# Río Iowa
El río Iowa (del inglés: Iowa River) es un río de los Estados Unidos, un afluente del río Misisipí que discurre íntegramente por el homónimo estado de Iowa. Tiene unos 520 kilómetros de largo y está abierto a las pequeñas embarcaciones fluviales hasta Iowa City (con 67 862 hab. en el año 2010), a unos 105 km de su boca. Su principal afluente es el río Cedar (de 544 km). El Cedar podría considerarse la fuente más lejana del Iowa, ya que su cabecera es más lejana, y el sistema Iowa-Cedar alcanza los 590 km.

## Geografía

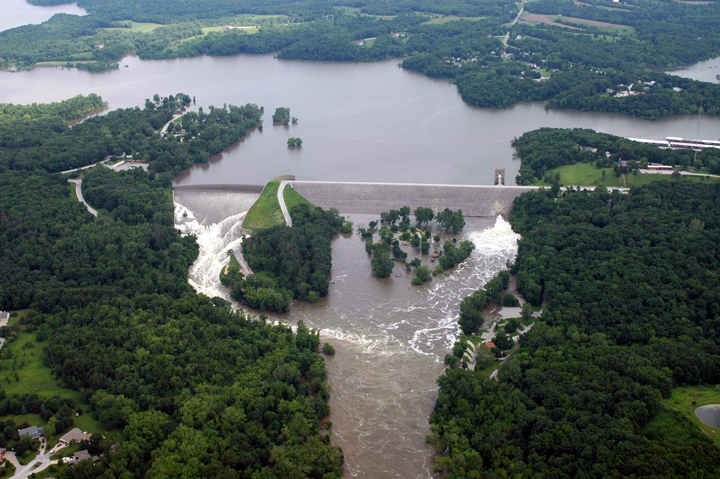
El embalse de Coralville

El río Iowa nace de la confluencia en Belmond (2376 hab.) de dos ramas, la rama Oeste (West Branch) y la rama Este (East Branch), que tienen sus cabeceras en el condado de Hancock, cada una ellas de aproximadamente 60 km de longitud.
El río Iowa discurre luego más o menos en dirección sureste, pasando por la ciudad de Iowa Falls (5238 hab.), y atravesando un hermoso valle hasta Steamboat Rock (310 hab.). Sigue luego por las localidades de Eldora (2732 hab.), Marshalltown (27 552 hab.), Tama (2877 hab.) y Marengo (2528 hab.), y a través de Amana Colonies (442 hab.) en el condado de Iowa. En el condado de Johnson el río se embalsa tras la presa de Coralville (construida en 1949-1958), formando el embalse de Coralville, que se vuelve hacia el sur hasta el aliviadero. El río prosigue generalmente en dirección sur, cruzando la ciudad de Iowa City, la más populosa de su curos, y el campus de la Universidad de Iowa. Un aliviadero en Burlington Street, en Iowa City, es la última presa antes de la confluencia del río con el Misisipí. Al sur de Iowa City se une con el río English (de 143,6 km), y a continuación, en Columbus Junction, en el condado de Louisa, se le une el río Cedar, para luego desembocar en el Misisipí.
El río es en la mayoría de su curso un típico río de llanura, con un curso con muchos y serenteantes meandros y muchos pequeños brazos muertos.
El río es usado para la pesca comercial y recreativa, con especies como el perca americana, smallmouth bass, lucioperca, lucio europeo, el pez gato americano, bagre de cabeza plana, además de Pomoxis y otras especies comestibles. En el embalse de Coralville se pesca comercialmente la carpa y el pez búfalo.
Hay varios parques estatales en el río, el parque estatal Pine Lake en Eldora, y el parque estatal Lake MacBride, en el embalse de Coralville. A lo largo del río también se han establecido otras áreas protegidas, como la Prairie Smoke Widlife Area, Arney Bend Widlife Area, Randolph Widlife Management Area, Hawkeye Widlife Management Area y Cone Marsh State Widlife

## Hidrografía
El caudal del río Iowa se ha medido de forma continua desde 1914 en Wapello cerca de su desembocadura. El río drena ahí un área de 31 990 km² y su caudal medio anual asciende a 267 m³/s. La cantidad de agua que discurre anualmente en su cuenca es de 263 mm³. Registro de flujo mensual es de 2189 m³/s medido en julio de 1993, año en el que hubo graves inundaciones en el Medio Oeste. El récord de caudal instantáneo fue de 5300 m³/s medidos el 14 de junio de 2008. Período de aguas altas se extiende desde marzo a julio.
| Caudal medio mensual del Iowa en la estación hidrológica de Wapello (Datos calculados en 50 años (1958-2008), en m³/s) |
| |

### Inundaciones
El río Iowa se puede desbordar y puede provocar inundaciones, como las inundaciones del medio oeste junio de 2008 y la gran inundación de 1993. El Cedar y sus afluentes, como el río Shell Rock (de 182 km), pueden contribuir con induaciones más locales.